# The Trouble with Tribbles
The Trouble with Tribbles is een aflevering van de De oorspronkelijke serie van Star Trek.
Dit is een van de weinige afleveringen die als comedy is geschreven en de eerste waarin de tribbles voorkomen. The Trouble with Tribbles werd voor het eerst uitgezonden op 29 december 1967 op NBC. In 1968 werd deze aflevering zowel genomineerd voor een Emmy als voor een Hugo Award.

## Synopsis
De USS Enterprise ontvangt een noodsignaal van ruimtestation K7. Daar aangekomen blijkt er geen nood te zijn maar de zwaar geïrriteerde Kirk krijgt opdracht om met zijn bemanning een lading speciaal soort graan te bewaken. In de bar van K7 laat Uhura zich een tribble aansmeren. Dit lieve beestje neemt ze mee aan boord van de Enterprise. Vrij snel verschijnt er een Klingonschip en de Klingons worden toegelaten op het ruimtestation. In de bar komt het tot een confrontatie tussen de Klingons en de mensen.
De Tribbles blijken zich heel snel te vermenigvuldigen en hun gesnor blijkt een rustgevende werking op de bemanning te hebben. De tribbles eten niet alleen het voedsel op maar beginnen ook aan de apparatuur te knagen.
Ook de tribbles op K7 hebben zich vermenigvuldigd en zijn begonnen de graanvoorraad op te eten. Al snel blijkt dat de tribbles sterven als ze van het graan gegeten hebben. Het graan blijkt vergiftigd te zijn door een Klingon die zich als mens had voorgedaan. De dader wordt gevangengenomen en de verkoper van de eerste tribble wordt veroordeeld tot het verwijderen van alle tribbles van het ruimtestation waar hij volgens Spock 17,9 jaar over zal doen. Net voordat de Enterprise en het Klingonschip vertrekken weet Scotty alle tribbles naar het Klingonschip te teleporteren.